# Johanna Ahlm
Johanna Ahlm (ur. 3 października 1987 w Göteborgu) – szwedzka piłkarka ręczna, reprezentantka kraju, środkowa rozgrywająca. Obecnie występuje w GuldBageren Ligaen, w drużynie Team Esbjerg.

## Życie prywatne
Johanna jest narzeczoną szwedzkiego piłkarza ręcznego Patrika Fahlgrena.

## Sukcesy

### reprezentacyjne
- 2014: brązowy medal mistrzostw Europy

### klubowe
- 2008: wicemistrzostwo Szwecji
- 2010: mistrzostwo Danii
- 2010, 2011, 2013: puchar Danii
- 2010: zwycięstwo w Lidze Mistrzyń
- 2011: brązowy medal mistrzostw Danii
- 2012: finalistka Pucharu Zdobywców Pucharów